# Water Boyy: The Series
Water Boyy: The Series è una serie televisiva thailandese, remake del film Water Boyy del 2015 e diretta dal medesimo regista, Rachyd Kusolkulsiri. È stata trasmessa su GMM 25 (e in latecast su Line TV) dal 9 aprile al 9 luglio 2017, e in un secondo momento distribuita anche su YouTube.

## Trama
Waii è uno dei nuotatori di un club scolastico gestito dal padre, Teer, con cui ha un difficile rapporto. Quando un altro nuotatore, Apo, entra a far parte del club, Teer decide di farlo vivere nello stesso appartamento del figlio; se tra i due inizialmente c'è un po' di gelo, soprattutto per il caratteraccio di Waii, piano piano arriveranno ad innamorarsi.

## Personaggi e interpreti

### Principali
- Waii, interpretato da Pirapat Watthanasetsiri "Earth".
Capitano e membro più popolare del club di nuoto dell'Ocean College, ma che non partecipa mai agli allenamenti. Ha un rapporto difficile con suo padre, che è anche l'allenatore della squadra.
- Apo, interpretato da Thitipoom Techaapaikhun "New".
Nuovo membro del club e compagno di stanza di Waii.
- Fah, interpretato da Nawat Phumphothingam "White".
Nuovo segretario del club di nuoto.
- Pan, interpretata da Charada Imraporn "Piglet".
Maschiaccio, ragazza omosessuale e unico membro femminile del club di nuoto.
- Min, interpretato da Chatchawit Techarukpong "Victor".
Campione di corsa e capitano del club di atletica dell'Ocean College.
- Wan, interpretata da Sananthachat Thanapatpisal "Fon".
Membro del consiglio studentesco che cerca in tutti i modi di far chiudere il club di nuoto.

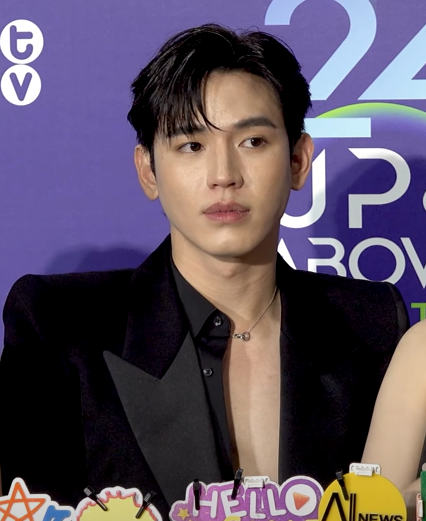
Thitipoom Techaapaikhun
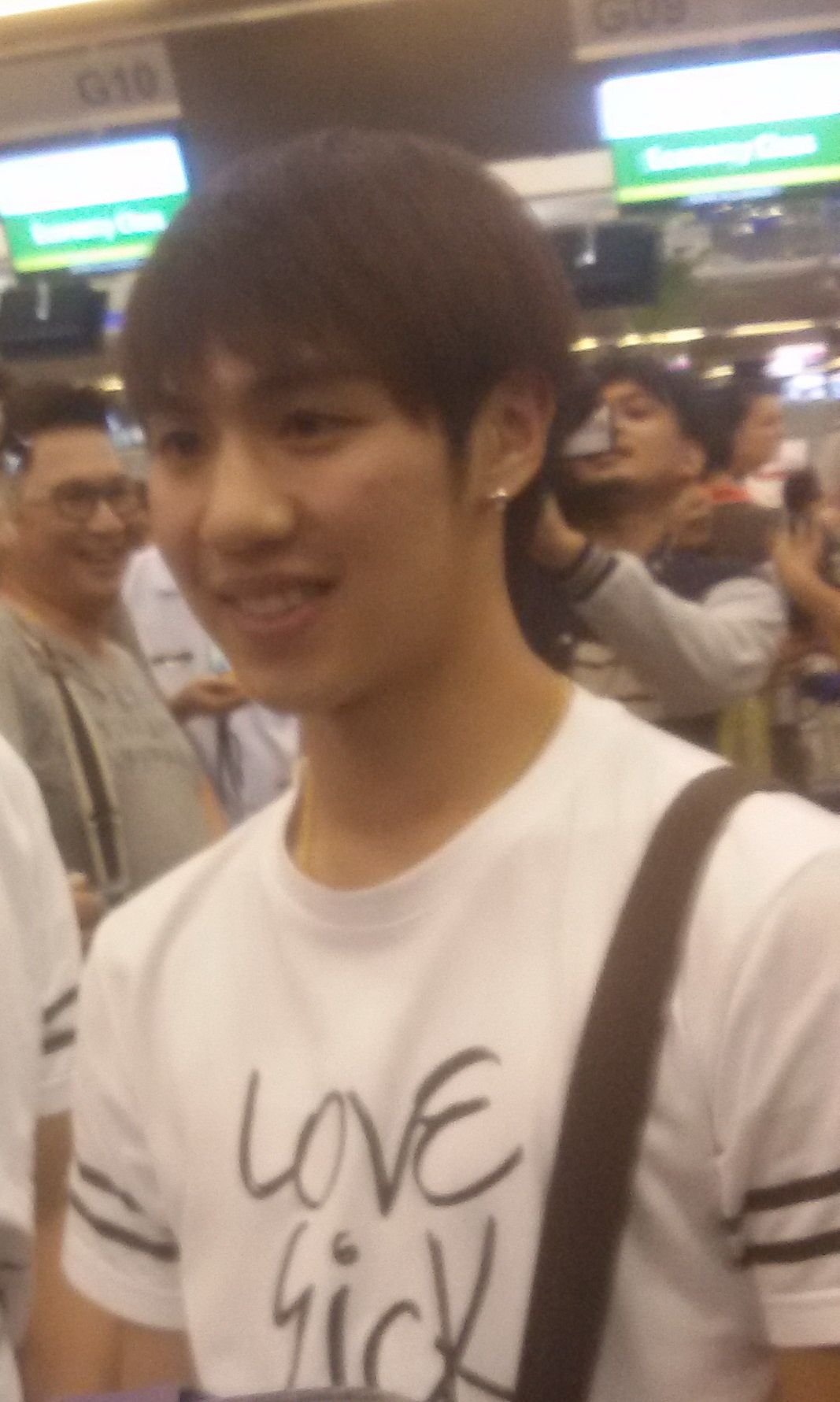
Nawat Phumphothingam
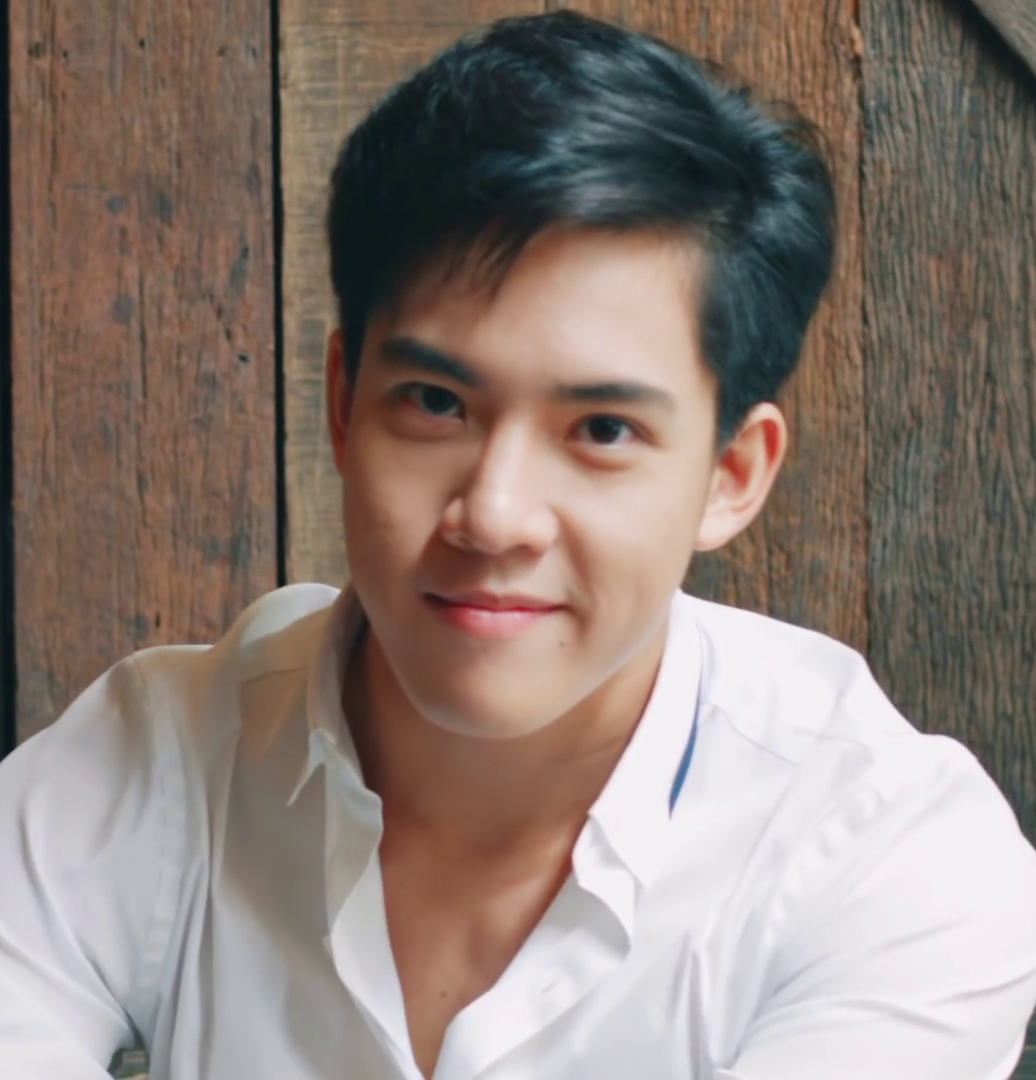
Chatchawit Techarukpong
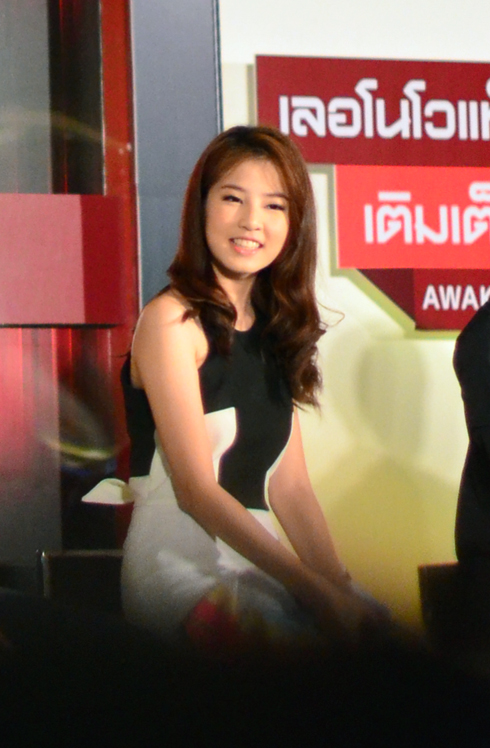
Sananthachat Thanapatpisal

### Ricorrenti
- Namkaeng, interpretata da Apichaya Saejung "Ciize".
Studentessa delle scuole superiori e amica di Fah da molto tempo, del quale è innamorata. Pan si prenderà una cotta per lei.
- Put, interpretato da Weerayut Chansook "Arm".
Membro del club di nuoto.
- Sung, interpretato da Krittanai Arsalprakit "Nammon".
Membro del club di nuoto.
- Kluay, interpretato da Tanutchai Wijitwongthong "Mond".
Membro del club di nuoto, in passato era amico di Min.
- Achi, interpretato da Tytan Teepprasan.
Studente delle superiori, amico di Namkaeng.
- Tee, interpretato da Dom Hetrakul.
Padre di Waii, con cui ha un pessimo rapporto a causa della sua relazione con Kan e allenatore della squadra di nuoto.
- Kan, interpretato da Jirakit Kuariyakul "Toptap".
Fidanzato di Tee, era in passato il migliore amico di Waii ma dopo essersi innamorato del padre di lui, la loro amicizia si ruppe.
- Mai, interpretata da Phakjira Kanrattanasood "Nanan".
Ex-fidanzata di Min, cercherà di riconquistarlo.
- George, interpretato da Nattapat Sakullerphasuk "Film".
Migliore amico di Min, è un membro del club di atletica ed è il fidanzato di Aom.
- Aom, interpretata da Sutthipha Kongnawdee "Noon".
Membro del consiglio studentesco, migliore amica e compagna di stanza di Wan e fidanzata di George.

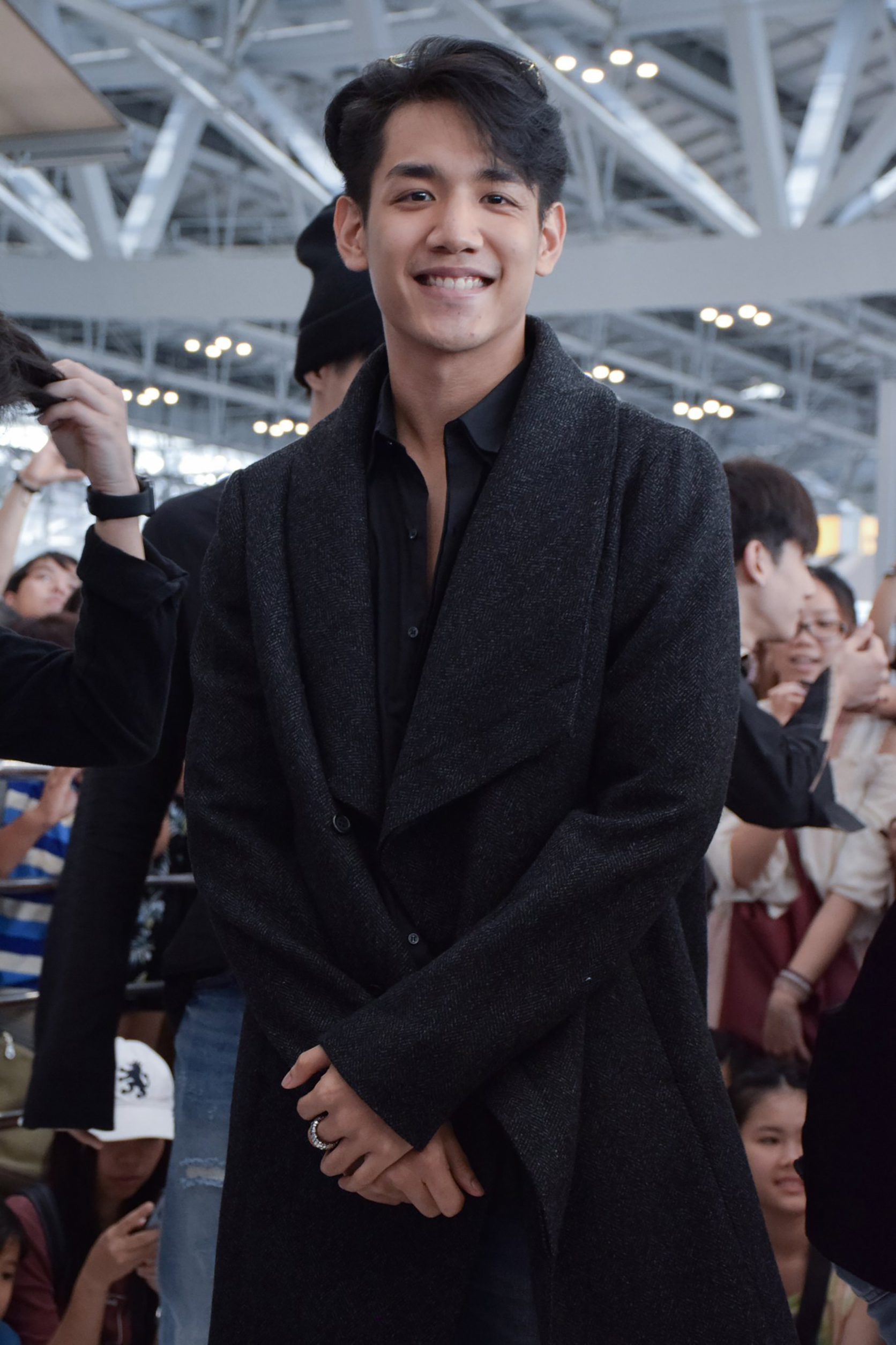
Krittanai Arsalprakit
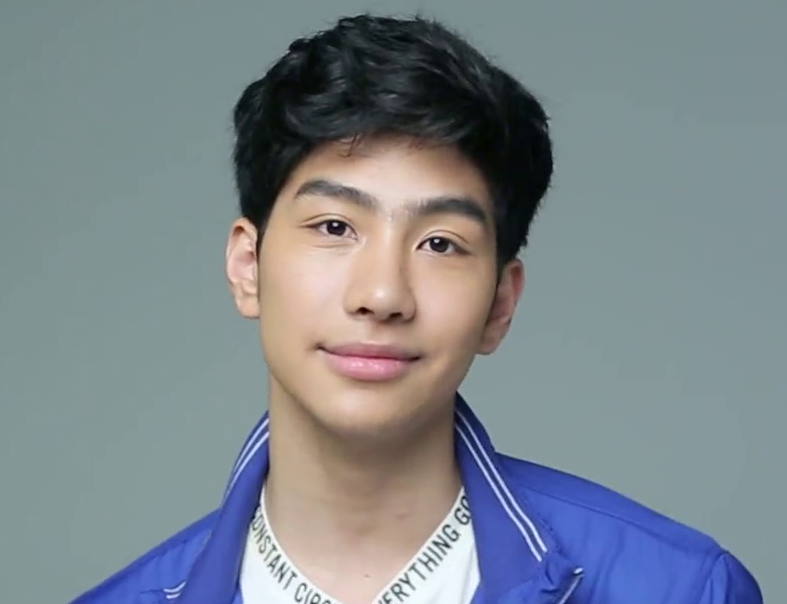
Tanutchai Wijitwongthong
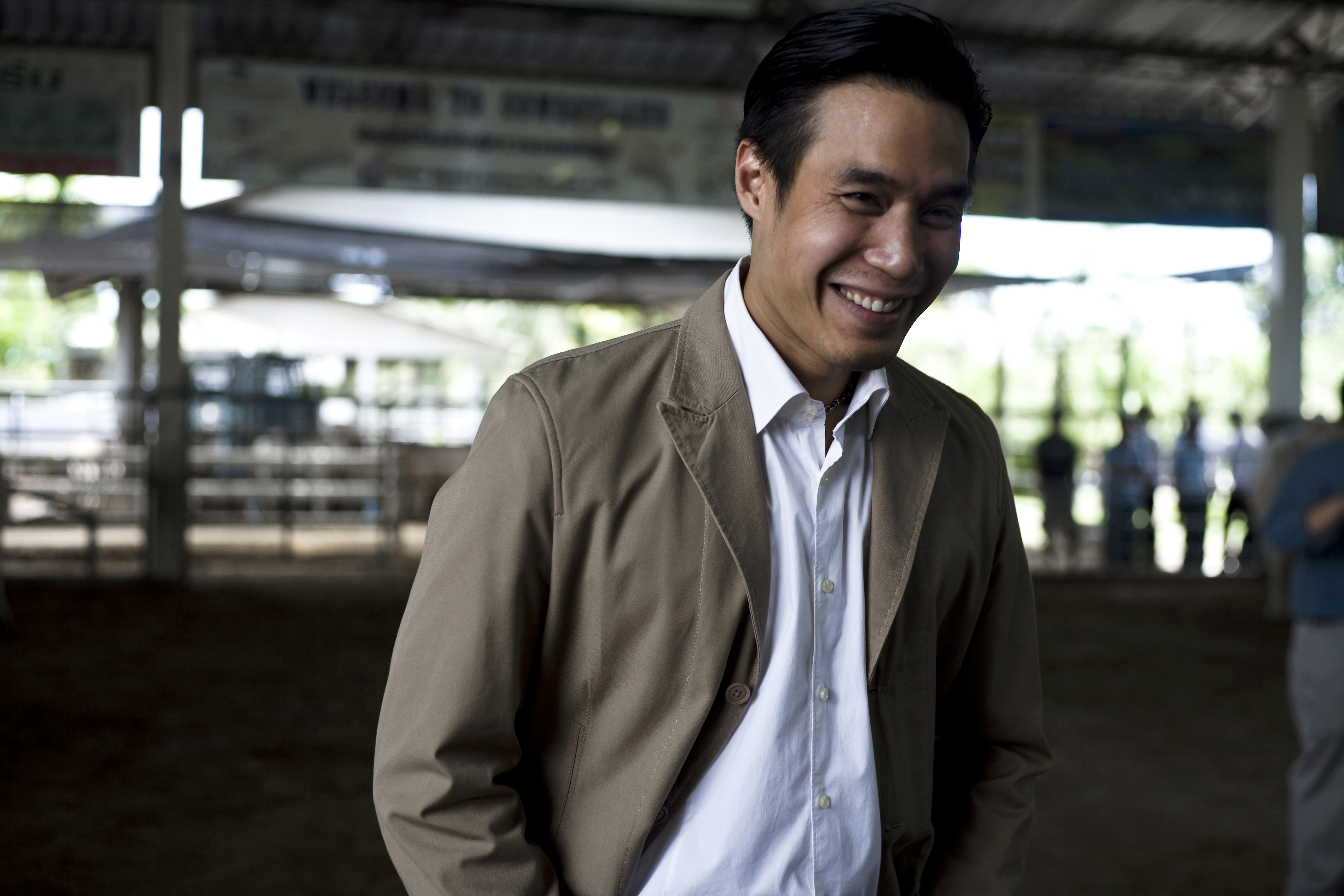
Dom Hetrakul

## Episodi
| Stagione       | Episodi | Prima TV |
| -------------- | ------- | -------- |
| Prima stagione | 14      | 2017     |

## Colonna sonora
- Chatchawit Techarukpong - Proong nee took wun (sigla iniziale)
- Charada Imraporn - Yoo trong nee laeo mai mee krai rak (sigla finale)
- Phon Nopwichai - Pit tee sumkun tua